# Manvel (Dakota du Nord)
Pour les articles homonymes, voir Manvel.
Manvel est une ville située dans le comté de Grand Forks, dans l’État du Dakota du Nord, aux États-Unis. Lors du recensement de 2010, sa population s’élevait à 360 habitants.

## Démographie
| 1930 | 1940 | 1950 | 1960 | 1970 | 1980 |
| ---- | ---- | ---- | ---- | ---- | ---- |
| 183  | 209  | 278  | 313  | 265  | 308  |

| 1990 | 2000 | 2010 | - | - | - |
| ---- | ---- | ---- | - | - | - |
| 333  | 370  | 360  | - | - | - |

## Source
- (en) Cet article est partiellement ou en totalité issu de l’article de Wikipédia en anglais intitulé « Manvel, North Dakota » (voir la liste des auteurs).